# Боге
Боге е малко планинско ваканционно селище село в Западно Косово, сгушено между планините Чакор и Хала от масива на Проклетия.
Намира се на около 1300-1400 м надморска височина. В близост до селището е извора на Печка Бистрица. Популярен ски-курорт в Косово, както и станция по туристическия маршрут Върхове на Балканите. До Боге се стига от разклона при Кучище.
|  | Тази страница частично или изцяло представлява превод на страницата Bogë, Kosovo в Уикипедия на английски. Оригиналният текст, както и този превод, са защитени от Лиценза „Криейтив Комънс – Признание – Споделяне на споделеното“, а за съдържание, създадено преди юни 2009 година – от Лиценза за свободна документация на ГНУ. Прегледайте историята на редакциите на оригиналната страница, както и на преводната страница, за да видите списъка на съавторите. ВАЖНО: Този шаблон се отнася единствено до авторските права върху съдържанието на статията. Добавянето му не отменя изискването да се посочват конкретни източници на твърденията, които да бъдат благонадеждни. |